# Julius Exuperantius
Julius Exuperantius (ou Exsuperantius), historien latin qu'on croit être du Ve siècle, passe pour être l'auteur d'un livre qui se trouve souvent à la suite de Salluste dans les éditions de Sigebert Havercamp, 1742, et qu'on suppose tiré des histoires de cet écrivain.

## Sources
Cet article comprend des extraits du Dictionnaire Bouillet. Il est possible de supprimer cette indication, si le texte reflète le savoir actuel sur ce thème, si les sources sont citées, s'il satisfait aux exigences linguistiques actuelles et s'il ne contient pas de propos qui vont à l'encontre des règles de neutralité de Wikipédia.